# Vsevolodivka, Luțk
Vsevolodivka (în ucraineană Всеволодівка) este un sat în comuna Zaborol din raionul Luțk, regiunea Volînia, Ucraina.

## Demografie
Componența lingvistică a localității Vsevolodivka
     Ucraineană (100%)
Conform recensământului din 2001, toată populația localității Vsevolodivka era vorbitoare de ucraineană (100%).